# Samuel C. Fessenden
Samuel Clement Fessenden, född 7 mars 1815 i New Gloucester i Massachusetts (i nuvarande Maine), död 18 april 1882 i Stamford i Connecticut, var en amerikansk republikansk politiker, präst, jurist och diplomat. Han var ledamot av USA:s representanthus 1861–1863. Han var bror till William P. Fessenden som var USA:s finansminister 1864–1865.
Fessenden utexaminerades 1834 från Bowdoin College och studerade sedan teologi vid Bangor Theological Seminary. Han var verksam som pastor från 1837 till 1856. Därefter studerade han juridik och inledde 1858 sin karriär som advokat. År 1861 efterträdde han Ezra B. French som kongressledamot och efterträddes 1863 av James G. Blaine.
Fessenden tjänstgjorde som USA:s konsul i Saint John 1879–1881. Han avled 1882 och gravsattes på Woodland Cemetery i Stamford i Connecticut.